# 14223 Dolby
14223 Dolby è un asteroide areosecante. Scoperto nel 1999, presenta un'orbita caratterizzata da un semiasse maggiore pari a 2,3732420 UA e da un'eccentricità di 0,2997911, inclinata di 3,83946° rispetto all'eclittica.